# BRDC International Trophy de 1976
A 28ª edição do Troféu Internacional aconteceu em Silverstone, na Inglaterra, em 11 de Abril de 1976. A corrida não contou pontos para o Campeonato Mundial de Pilotos de Fórmula 1 daquele ano.

## Classificação da Prova
| Pos | No | Piloto             | Chassi-Motor           | Voltas | Tempo              |
| --- | -- | ------------------ | ---------------------- | ------ | ------------------ |
| 1   | 11 | James Hunt         | McLaren-Ford Cosworth  | 40     | 53'04"57           |
| 2   | 9  | Vittorio Brambilla | March-Ford Cosworth    | 40     | + 11"24            |
| 3   | 3  | Jody Scheckter     | Tyrrell-Ford Cosworth  | 40     | + 37"37            |
| 4   | 16 | Tom Pryce          | Shadow-Ford Cosworth   | 40     | + 42"66            |
| 5   | 17 | Jean-Pierre Jarier | Shadow-Ford Cosworth   | 40     | + 43"70            |
| 6   | 5  | Gunnar Nilsson     | Lotus-Ford Cosworth    | 40     | + 44"07            |
| 7   | 21 | Mario Andretti     | Lotus-Ford Cosworth    | 40     | + 1'10"71          |
| 8   | 19 | Alan Jones         | Surtees-Ford Cosworth  | 40     | + 1'28"61          |
| 9   | 8  | José Carlos Pace   | Brabham-Ford Cosworth  | 39     | + 1 Volta          |
| 10  | 36 | Giancarlo Martini  | Ferrari                | 39     | + 1 Volta          |
| 11  | 32 | Patrick Nève       | Brabham-Ford Cosworth  | 39     | + 1 volta          |
| 12  | 33 | Loris Kessel       | Brabham-Ford Cosworth  | 39     | + 1 Volta          |
| Ret | 41 | Brian McGuire      | Williams-Ford Cosworth | 31     | Vazamento de Óleo  |
| Ret | 40 | Damien Magee       | Brabham-Ford Cosworth  | 24     | Motor              |
| Ret | 20 | Jacky Ickx         | Williams-Ford Cosworth | 21     | Alavanca de Câmbio |
| Ret | 24 | Guy Edwards        | Hesketh-Ford Cosworth  | 18     | Escapamento        |
| DNS | 22 | Chris Amon         | Ensign-Ford Cosworth   | 0      | Motor no Warm Up   |
| DNS | 18 | Guy Edwards        | Surtees-Ford Cosworth  | 0      | Machucou-se        |

## Grid de Largada
| Pos | No | Piloto             | Equipe                 | Tempo   |
| --- | -- | ------------------ | ---------------------- | ------- |
| 1   | 11 | James Hunt         | McLaren-Ford Cosworth  | 1'17"91 |
| 2   | 9  | Vittorio Brambilla | March-Ford Cosworth    | 1'18"76 |
| 3   | 16 | Tom Pryce          | Shadow-Ford Cosworth   | 1'19"20 |
| 4   | 5  | Gunnar Nilsson     | Lotus-Ford Cosworth    | 1'19"41 |
| 5   | 3  | Jody Scheckter     | Tyrrell-Ford Cosworth  | 1'19"70 |
| 6   | 17 | Jean-Pierre Jarier | Shadow-Ford Cosworth   | 1'19"80 |
| 7   | 19 | Alan Jones         | Surtees-Ford Cosworth  | 1'20"12 |
| 8   | 8  | José Carlos Pace   | Brabham-Alfa Romeo     | 1'20"24 |
| 9   | 21 | Mario Andretti     | Lotus-Ford Cosworth    | 1'20"25 |
| 10  | 36 | Giancarlo Martini  | Ferrari                | 1'20"28 |
| 11  | 32 | Patrick Nève       | Brabham-Ford Cosworth  | 1'20"38 |
| 12  | 33 | Loris Kessel       | Brabham-Ford Cosworth  | 1'20"48 |
| 13  | 22 | Chris Amon         | Ensign-Ford Cosworth   | 1'21"14 |
| 14  | 40 | Damien Magee       | Brabham-Ford Cosworth  | 1'21"32 |
| 15  | 20 | Jacky Ickx         | Williams-Ford Cosworth | 1'21"45 |
| 16  | 18 | Brett Lunger       | Surtees-Ford Cosworth  | 1'21"57 |
| 17  | 24 | Guy Edwards        | Hesketh-Ford Cosworth  | 1'22"28 |
| 18  | 41 | Brian McGuire      | Williams-Ford Cosworth | 1'22"65 |